# Jack Canfield
Jack Canfield (sinh ngày 19 tháng 8 năm 1944) là một tác giả người Mỹ, diễn giả truyền cảm hứng, chuyên gia huấn luyện doanh nghiệp và doanh nhân.:453 Ông là đồng tác giả của bộ sách Hạt giống tâm hồn (Chicken Soup for the Soul), đã xuất bản thành hơn 250 đầu sách và in 500 triệu bản dưới hơn 40 ngôn ngữ.
Năm 2005, Canfield cùng Janet Switzer cho xuất bản tác phẩm Những Nguyên Tắc Thành Công - Vươn Tới Đỉnh Cao Từ Xuất Phát Điểm Hiện Tại (tên tiếng Anh: The Success Principles: How to Get From Where You Are to Where You Want to Be).

## Xuất thân & Học vấn
Canfield được sinh ra ở Fort Worth, Texas vào ngày 19 tháng 8 năm 1944. Ông đã trải qua những năm tháng thời thiếu niên ở Wheeling, Tây Virginia.
Năm 1962, Canfield tốt nghiệp Học viện Quân sự Linsly. Sau đó, ông nhận bằng A.B. môn Lịch sử Trung Quốc của Đại học Harvard vào năm 1966, bằng M.Ed. từ Đại học Massachusetts Amherst vào năm 1973, và bằng Tiến sĩ danh dự từ Đại học Santa Monica năm 1981.

## Sự nghiệp
Canfield bắt đầu sự nghiệp vào năm 1967 bằng việc dạy học trong một năm tại một trường trung học ở Chicago, Illinois. Ông đã trải qua thời gian công tác tại Trung tâm Quân đoàn Việc làm Clinton ở Iowa, Quỹ W. Clement và Jessie V. Stone ở Chicago.
Năm 1976, Canfield trở thành đồng tác giả của cuốn sách 100 cách nâng cao khái niệm bản thân trong lớp học (100 Ways to Enhance Self-Concept in the Classroom). Ông đã tổ chức điều hành Trung tâm Phát triển Tổ chức và Cá nhân ở New England (The New England Center for Personal and Organizational Development) và được Jaycees Hoa Kỳ vinh danh trong số 10 thanh niên ưu tú của Hoa Kỳ (TOYA) năm 1978.
Canfield là người sáng lập kiêm Giám đốc điều hành của Tập đoàn Đào tạo Canfield ở Santa Barbara, California - đồng thời là người sáng lập Quỹ Tự phát triển bản thân ở Thành phố Culver, California. Bên cạnh đó, ông cũng giữ vai trò tổ chức một chương trình phát thanh và chuyên mục báo cung cấp thông tin toàn cầu.
Ông nắm giữ kỷ lục Guinness thế giới vì có cùng lúc 7 đầu sách lọt vào danh sách bán chạy nhất (bestseller) của New York Times.
Năm 2006, Canfield tham gia vào một bộ phim về chủ đề phát triển bản thân với tên gọi The Secret. Những tác phẩm nổi tiếng nhất của ông có thể kể đến như: Sức mạnh của sự tập trung (The Power of Focus), Nhân tố Aladdin (The Aladdin Factor) và Dám thành công (Dare to Win). Năm 2005, Canfield đồng tác giả tác phẩm Những Nguyên Tắc Thành Công - Vươn Tới Đỉnh Cao Từ Xuất Phát Điểm Hiện Tại (The Success Principles: How to Get from Where You Are to Where You Want to Be).
Ngoài công việc viết sách, ông còn là thành viên sáng lập của Hội đồng Lãnh đạo Chuyển đổi (Transformational Leadership Council).

### Hạt giống tâm hồn
Canfield là đồng tác giả bộ sách Hạt giống tâm hồn (Chicken Soup for the Soul) với Mark Victor Hansen vào năm 1993. Theo USA Today, Hạt giống tâm hồn là tác phẩm bán chạy đứng thứ ba tại Hoa Kỳ vào giữa những năm 1990. Sau thành công này, Canfield đã cho xuất bản hàng chục đầu sách bổ sung cho series này.

### Những nguyên tắc thành công
Trong tác phẩm Những Nguyên Tắc Thành Công - Vươn Tới Đỉnh Cao Từ Xuất Phát Điểm Hiện Tại (The Success Principles: How to Get From Where You Are to Where You Want to Be), Jack Canfield đã tổng hợp 67 nguyên tắc cần thiết để hiện thực hóa mục tiêu và đạt được thành công trong cuộc sống.

## Gia đình
Canfield kết hôn với Judith Ohlbaum vào năm 1971 và có với bà hai con trai, Oran và Kyle. Cặp đôi ly hôn vào năm 1976. Canfield rời gia đình và chuyển đến sống với một nhân viên mát-xa vào năm 1976; khi đó, vợ ông đang mang thai đứa con trai thứ hai. Con trai ông, Oran, đã viết hai cuốn hồi ký, Freefall: The Strange True Life Growing Up Adventures of Oran Canfield và Long Past Stopping: A Memoir.
Năm 1978, ông kết hôn với Georgia Lee Noble và có một người con trai, Christopher. Họ chia tay vào năm 1999. Ông kết hôn với Inga Marie Mahoney vào năm 2001, và trở thành cha dượng của các con của bà, Travis và Riley.

## Danh sách các tác phẩm
- Canfield, Jack, và Mark Victor Hansen. 1993. Chicken Soup for the Soul.  Deerfield Beach: Health Communications. ISBN 161159913X
- Canfield, Jack, và Mark Victor Hansen. 1995. The Aladdin Factor. New York: Berkley Book. ISBN 9780425150757
- Canfield, Jack, Mark Victor Hansen, và Les Hewitt. 2000. The Power of Focus: How to Hit Your Business, Personal and Financial Targets with Absolute Certainty. Deerfield Beach: Health Communications. ISBN 0757316026
- Canfield, Jack, và Janet Switzer.  2005.  The Success Principles: How to Get from Where You Are to Where You Want to Be.  New York: Harper Element. ISBN 0062912895
- Canfield, Jack, và D.D. Watkins. 2007. Jack Canfield's Key to Living the Law of Attraction: A Simple Guide to Creating the Life of Your Dreams.  Deerfield Beach: Health Communications.
- Canfield, Jack. 2007. Maximum Confidence: Ten Secrets of Extreme Self-Esteem. Audio CD – Audiobook. New York: Simon & Schuster Audio/Nightingale-Conant.
- Canfield, Jack. 2008. The Success Principles for Teens: How to Get From Where You Are to Where You Want to Be. HCI Teens; Illustrated edition. ISBN 0757307272
- Canfield, Jack và Pamela Bruner, 2013. Tapping Into Ultimate Success: How to Overcome Any Obstacle and Skyrocket Your Results. Hay House Inc. ISBN 1401939562
- Canfield, Jack và Peter Chee, 2013. Coaching for Breakthrough Success: Proven Techniques for Making Impossible Dreams Possible. McGraw-Hill Education. ISBN 0071804633
- Canfield, Jack, và Janet Switzer. 2015. The Success Principles: How to Get from Where You Are to Where You Want to Be Ấn bản lần thứ 10.  New York: HarperCollins Publishers. ISBN 0723247919
- Canfield, Jack, 2016. 30-Day Sobriety Solution: How To Cut Back Or Quit Drinking In The Privacy Of Your Own Home. Atria Books. ISBN 1476792968
- Canfield, Jack, 2017. Success Affirmations: 52 Weeks for Living a Passionate and Purposeful Life. Health Communications Inc. ISBN 0757320120
- Canfield, Jack, 2019. The Ultimate Jack Canfield Library: Create the Life You Desire (Audio Book). Nightingale-Conant. ASIN B07PXH4ZCR